# Patthy László
Patthy László (Sopron, 1943. október 22. –) Széchenyi-díjas magyar molekuláris biológus, a Magyar Tudományos Akadémia rendes tagja. A fehérjeevolúció és genom evolúció nemzetközi hírű kutatója, az MTA Szegedi Biológiai Központ Enzimológia Intézet Funkcionális Genomika csoportjának vezetője.

## Életpályája
1962-ben érettségizett Sopronban, majd az Eötvös Loránd Tudományegyetem Természettudományi Kara biológia-kémia szakán folytatta tanulmányait, ahol 1967-ben szerzett biológus-genetikus diplomát. 1967-72 között a Semmelweis Orvostudományi Egyetem Orvosvegytani Intézetében, majd 1972-74 között az Egyesült Államokban, a University of California, Los Angeles, Biológiai Kémia Tanszékén dolgozott. 1974 óta az MTA SZBK Enzimológiai Intézet kutatója.
1975-ben védte meg a biológiai tudományok kandidátusi, 1989-ben akadémiai doktori értekezését.  
1994-ben az EMBO (European Molecular Biology Organization) tagjává választja.1995-ben a Magyar Tudományos Akadémia  levelező tagjává, 2001-ben rendes tagjává választották.
Több hazai és nemzetközi tudományos társaság tagja (Magyar Biokémiai Egyesület,  Protein Society, International Society for Fibrinolysis and Thrombolysis, Human Genome Organization, American Association for the Advancement of Science,  International Society of Computational Biology), a Magyar Bioinformatikai Társaság elnöke.
Az MTA Akadémiai Kutatóintézetek Tanácsának tagja, Magyarország képviselője a European Molecular Biology Conference (EMBC) szervezetben, Magyarország képviselője a “European Life-science Infrastructure for Biological Information” (ELIXIR)  programban.

## Munkássága
Tudományos munkásságának egyik fő területe a fibrinolizisben, véralvadásban és tumormetasztázisban szerepet játszó proteolitikus rendszerek molekuláris biológiája. Az ezen a téren született eredményei laboratóriumának nemzetközi elismertséget szereztek, eredményei nagy hatással voltak a trombolitikus gyógyszerek fejlesztését célzó kutatásokra.
A fibrinolizisben és véralvadásban szerepet játszó proteázok evolúciójának vizsgálata során a fehérjeevolúció néhány új, általános törvényszerűségét ismerte fel. Ezen törvényszerűségek alapján hatékony bioinformatikai módszereket dolgozott ki, melyek alapvető fontosságúak a funkcionális genomika, a genomokban azonosított gének funkciójának meghatározása, a genom-projektek adatainak gyakorlati hasznosítása szempontjából.
Több mint százhúsz tudományos publikáció szerzője vagy társszerzője, munkáit elsősorban angol nyelven adja közre. Eredményei jelentőségét, visszhangját jelzi, hogy számos evolúcióbiológiai eredménye ma már tankönyvi adat.

## Családja
A Vas megyei eredetű Patthy család https://hu.wikipedia.org/wiki/Patthy_csal%C3%A1d
leszármazottja, Patthy István ügyvéd és Dukai Takách Judit https://hu.wikipedia.org/wiki/Dukai_Tak%C3%A1ch_Judit 
költőnő ükunokája.
Nős, felesége Csuka Orsolya. Házasságukból egy lány született (Judit, 1968), két unokája van (Borbély Adrienn, 2002, Borbély Ágoston, 2006).

## Díjai, elismerései
- Straub-plakett, 1986
- Akadémiai Díj, 1988
- Tankó Béla-díj, 1992
- Széchenyi-díj, 2000
- Ipolyi Arnold-díj, 2000
- A Magyar Érdemrend középkeresztje, 2013

## Főbb publikációi
- Protein Evolution (Blackwell Science ltd, Oxford, 1999, 2007)
- Multidomain proteins. Proceedings of the Unesco Workshop on Structure and Function of Proteins. Budapest, September 13–15, 1984; szerk. Patthy László, Friedrich Péter; Akadémiai, Bp., 1986